# Scribblenauts Unmasked: A DC Comics Adventure
Scribblenauts Unmasked: A DC Comics Adventure est un jeu vidéo d'action et de réflexion développé par 5th Cell et édité par Warner Bros. Interactive Entertainment, sorti en 2013 sur Windows, Wii U et Nintendo 3DS.

## Accueil
- GameZone : 8/10[1]